# Triaeris fako
Espèce
Triaeris fako est une espèce d'araignées aranéomorphes de la famille des Oonopidae.

## Distribution
Cette espèce est endémique de la région du Sud-Ouest au Cameroun,. Elle se rencontre à Limbé à 400 m d'altitude.

## Description
La femelle holotype mesure 1,97 mm

## Étymologie
Son nom d'espèce lui a été donné en référence au lieu de sa découverte, le département de Fako.

## Publication originale
- Platnick, Dupérré, Ubick & Fannes, 2012 : Got males? The enigmatic goblin spider genus Triaeris (Araneae, Oonopidae). American Museum novitates, no 3756, p. 1-36 (texte intégral).